# Roberto Bolaño
Roberto Bolaño, čilenski pesnik in pisatelj, * 28. april 1953, Santiago de Chile, † 15. julij 2003, Barcelona, Španija.
Ustvaril je več kot dvajset literarnih del. Ker se je veliko selil, ga težko opredelimo kot čilskega, mehiškega ali španskega umetnika in tudi sam je imel zadržke z nacionalno pripadnostjo. Ob sprejetju nagrade Rómulo Gallegos leta 1999 je tako izjavil, da sicer je Čilenec, a hkrati še marsikaj drugega.
Velja za enega največjih latinoameriškh avtorjev 20. stoletja in Enrique Vila Matas, španski romanopisec, ob izidu romana Divji detektivi izjavi, da Bolaño pomeni začetek konca velikih svečenikov razmaha latinoameriške literature in njenih lokalnih barvitosti, ter da od leta 1970 noben roman ni imel večjega vpliva na latinoameriško literaturo. Besedo »svečeniki« iz izjave Vile Matasa gre razumeti kot velika imena latinoameriškega booma, kot so na primer Jorge Luis Borges, Gabriel García Márquez, Mario Vargas Llosa, Alejo Carpentier, in drugi, ki jih je v očeh mladih pisateljev nadomestil Bolaño. Vendar José Manuel López de Abiada zatrjuje, da so ga šele okrog leta 1998 mladi latinoameriški pisatelji razglasili za nespornega litararnega maestra, vrh prepoznavnosti pa je dosegel šele leta 2009 ob prevodu romana 2666 v angleščino.
V anketi ki so jo izvedli v Kolumbiji, v kateri je špansko govoreča stroka izbirala najboljši roman, je Bolañev 2666 je končal na tretjem mestu, za Márquezom (Ljubezen v času kolere) in Vargasom Lloso (La fiesta del Chivo), vendar pa bi, če bi glasovom, ki jih je prejel 2666 prišteli še tiste, ki sta jih prejela romana Divji detektivi in Noč v Čilu, Bolaño prehitel oba prej omenjena avtorja. Prav tako José Manuel López de Abiada pomembnost Divjih detektivov primerja s pomembnostjo, ki jo je ob izidu imel Cortázarjev Ristanc.
Literarna industrija se za Bolañevo literaturo angažira predvsem po njegovi smrti. Njegova dela so se začela prevajati v številne jezike, takoj po smrti so se z desetimi različnimi državami sklenili 37 pogodb za izdajo njegovih del, številka ki se je kasneje samo še večala. Ob izdaji v Združenih Državah Ametike ga je založniška industrija toplo sprejela. Hvalili so ga najrazličnejši ugledni mediji, kot na primer New York Times in revija Times, kjer so celo leta 2008 roman 2666 razglasili za eno najboljših knjig, v tedniku The New York Observer pa so branje omenjenega dela primerjali z vožnjo v odprtem Porsheju.

## Življenjepis

### Otroštvo in mladost
Bolaño se je rodil učiteljici matematike in statistike ter vozniku tovornjaka in amaterskemu boksarju. Družina se je veliko selila, tako da je večino otroštva preživel v mestih Viña del Mar, Quilpué in Cauquenes. Že kot otrok je veliko bral, kljub temu, da je bil dislektik.
Leta 1968 se njegova družina preseli v Mexico City in le nekaj mesecev po selitvi prestolnico zajame študentsko gibanje, ki ga le nekaj tednov pred olimpijskimi igrami mehiška vojska z masakrom zatre. Bolaño pri šestnajstih letih pusti šolo in se preživlja kot novinar, priključi se levičarskemu gibanju, predvsem pa se postveti pisanju poezije in branju.
Pri dvajsetih se leta 1973 kot trockist vrne v Čile z namenom, da bi sodeloval v gledališkem projektu in podprl demokratično izvoljenega predsednika Salvadorja Allendeja, a nekaj mesecev po njegovi vrnitvi, 11. septembra 1973, Augusto Pinochet izvede vojaški udar. V enem od intervjujev Bolaño opiše, da je na dan državnega udara stražil ulico, ko so ga zaprli policisti. Sam je bil prepričan da udar proti Allendeju ne bo uspel, saj so se po mestu širile govorice, da bo general Carlos Prats z redno vojsko zatrl upornike, vendar se je kasneje izkazalo, da ga je Pinochetova vojska že zaprla. Roberto Bolaño je izjavil, da ga v zaporu niso mučili, slišal pa naj bi mučenja drugih. Po osmih dneh zapora sta ga na prostost spravila dva policista, njegova bivša sošolca, kar opiše tudi v kratki zgodbi Detektiva iz zbirke Telefonski klici. 

### Infrarealistično gibanje
Kmalu za tem se vrne v mehiko in napiše infrarealistični manifest, v katerem pesnike poziva, naj zapustijo kavarne in se podajo na pot literarne gverile, in s tem ustanovi infrarealistično gibanje. V manifestu vzpostavi distanco od magičnega realizma in znamenitega booma ter izrazi svoje stališče do elite: »Buržuji in mali buržuji imajo zabavo. Vsak konec tedna. Proletariat pa se ne zabava. On ima samo pogrebe v svojem ritmu. To se bo spremenilo. Tudi izkoriščani bodo prišli do svoje velike zabave.« Po Bolañevem mnenju je bil pravi pesnik le tisti, ki se tako kot gverilci, stalno izmika. Člani gibanja so izivali velika imena tamkajšnje literature, na čelu z Octaviom Pazom. Paza so sicer cenili kot pesnika in esejista, menili pa so, da se je okrog njega nabralo preveč literarne mafije, ki se gre elitno kulturo, zaprto pred množicami in realnim življenjem. Šlo je za neke vrste literarni terorizem, ali kot je dejal Mario Santiago, »kulturni terorizem«.
Pisatelj je v intervjuju leta 2001 o gibanju dejal naslednje: »Bil sem en tepec. In infrarealistično gibanje je bilo neke vrste dada po mehiško. V infrarealizmu je bilo veliko pesnikov in slikarjev, vendar sva zares edina infrarealista bila ustanovitelja skupine: Mario Santiago in jaz«. Infrarealizem pa je poleg umetnikov združeval še razne postopače in priseske, ki so sebe smatrali za infrarealiste.
V infrarealizmu gre iskati elemente evropskega dadaizma in nadrealizma, vendar so ti značilno latinoameriško obarvani. Za začetek gibanja se šteje leto 1975, ko se je Bolaño iz Čila vrnil v Mehiko, njegov zaton pa leto 1977, ko se odseli v Evropo. Gre za zelo kratko družbeno in literarno gibanje, ki pa je v zgodovini, predvsem zaradi svojih osrednjih osebnosti pustila močne posledice. Leta 1979 ga je Mario Santiago sicer poskušal obnoviti, vendar ni nikoli več zaživelo v svoji nekdanji intenzivnosti. Središče sestajanja infrarealistov je bila kavarna Havana v mehiški prestolnici, v kateri naj bi se, po legendi, v petdesetih letih sestajala Fidel Castro in Che Guevara ter skupaj načrtovala kubansko revolucijo.
Med drugimi pomembnejšimi člani gibanja pa je bila tudi pesnica Carmen Boullosa, Bolañeva sovrstnica in prijateljica vse do njegove smrti, ki infrarealizem razloži tako:
Obstajala sta dva bloka, v prvem so bili občudovalci pesnika Efraína Huerte, znamenitega po svojih humornih in predrznih pouličnih mini pesmih, nasprotni blok pa se je zbiral okoli revije Plural, ki jo je izdajal Octavio Paz. Pazovi sledilci so efraince zmerjali s stalinisti, efrainci pa so pazovce obmetavali z reakcionarji. A ne oziraje na medsebojne odbojnosti in sovražnosti so si bili tudi podobni. Dolgolasi pesniki obeh taborov so v sandalih in z usnjenimi torbami preko ramen postopali po mestu, se selili od ene do druge pesniške delavnica, po knjigarnah na veliko kradli knjige in ob sosednjih kavarniških mizah strastno razpravljali o poeziji. Najbojevitejša struja med efrainci so bili prav infrarealisti, strah in trepet literarnih krogov, ki so vpadali na literarne večere in jih znali z žaljivimi komentarji sprevrniti v čisto katastrofo.
Prav infrarealisti so, sicer pod imenom vicerealni realisti, tudi protagonisti prvega dela Bolañevega romana Divji detektivi, ki po avtorjevih besedah pomeni »ljubezensko pismo moji generaciji«.

### Odhod v Evropo in bivanje v Španiji
Leta 1977 Bolaño s honorarjem od objave v dveh revijah kupi letalsko karto in se preseli v Evropo, kjer se po krajšem potovanju ustali v Barceloni. Lahko bi rekli, da v duhu svojega manifesta zapusti Mehiko in kolektivistično umetniško delovanje, se odreče javni podobi, ki si jo je začel ustvarjati in se pomeša med barcelonske anonimneže. V Barceloni se preživlja z občasnimi deli, kot pomivalec posode, smetar, sezonski delavec, nočni varnostnik in živi v hudi revščini. Vmes piše, zlasti poezijo pa tudi kratke zgodbe, ki pa jih nobena od založb noče založiti. Leta 1982 se poroči s katalonko Carolino López in se iz Bracelone preseli, najprej v Girono, nato pa v Blanes na obali Costa Brave. Z Carolino imata dva ortoka, pri triinštiridesetih pa se razideta in istega leta Bolaño izve za diagnozo njegove jetrne bolezni, po vsej verjetnosti okužbe s hepatitisom C, kar v njemu sproži pravo ustvarjalno eksplozijo. V slabem desetletju tako spiše večji del svojega obsežnega opusa in ga od sredine devetdesetih let izda večinoma pri barcelonski založbi Anagrama. Leta 2003 zavrne operacijo presaditve jeter, ker želi dokončati svoj veliki roman z naslovom 2666. Odločitev je zanj usodna, saj po zaključku prve verzije romana, 15. julija istega leta umre v barcelonski bolnišnici.

## Literarna dela

### Stil
Bolaño se je literarno navduševal nad deli pisateljev Joregeja Luisa Borgesa, Adolfa Bioya Casaresa, Julio Cortázar pa mu je bil blizu zaradi svojega angažiranega življenja. Raje kot velika imena, kot so na primer Mario Vargas Llosa, Gabriel García Márquez in Carlos Fuentes, je bral čilenskega pesnika Nicanorja Parro, Césarja Valleja, francoske simoliste, pesnike avantgarde, Hemana Melvilla, Marka Twaina in Jamesa Joycea. Sonarodnjaka Pabla Nerudo je imel kot pesnika rad, vendar je o njem dejal, da je, kot večina pesnikov, tudi on v zmoti. V Mehiki je kritiziral predvsem Octavia Paza, za sonarodnjakinjo Isabel Allende pa je dejal, da je slaba preprosta pisunka. 
V svoji literaturi se upre predvsem fantastiki magičnega realizma, ekotičnim stereotipom diktatorjev, kurb, patriarhov in duhov. Predvsem v njegovih kratkih zgodbah velikokrat beremo o osebah in dogodkih, ki spominjajo na avtorjevo resnično življenje. Večkrat je izjavil, da je to kar piše tudi zares doživel. V delih tako zasledimo ogromno likov pisateljev, pesnikov, ljubiteljev filma, filsmkih ustvarjalcev in detektivov. Detektiv je verjetno najzanimivejši Bolañev alter ego in za revijo Playboy je izjavil, da bi raje kot pisatelj bil detektiv. Detektiv je za Bolaña pomenil utelešenje iskalca, tistega ki bolje od drugih bolje opaža stvari in čigar oko ne trzne niti ob najhujših prizorih. Detektiv se recimo pojavlja kot pripovedovalec zgodbe v Oddaljeni zvezdi, v romanu 2666 pa je lik detektiva oblikoval na osnovi mehiškega preiskovalnega novinarja Gonzáleza Rodrígueza, ki je kljub grožnjam preiskoval izginotja žensk in Bolañu pomagal pri natančni uporabi forenzične terminologije. Tudi v kratkih zgodbah je lik detektiva pogost, na primer v kratki zgodbi El policia de las ratas iz zbirke El gaucho insufrible, kjer je protagonist José detektiv, ki poskuša ujeti serijskega morilca.

### Prevodi v slovenščino
V slovensščino je prevedenih šest Bolañevih del. Prvi prevod smo slovenci dobili leta 2009. Roman Noč v Čilu je založila slovenska založba Beletrina, prevedla pa ga je Irena Levičar, enako kot roman Nacistična literatura v Amerikah dve leti kasneje. Pri Beletrini so sledile izdaje, v prevodih Veronike Rot, 2012 - Divji detektivi, 2013 - Telefonski klici in 2014 - Oddaljena zvezda. Leta 2013 je pri Cankarjevi založbi izšel roman 2666 v dveh volumnih. Prevedla ga je Irena Levičar.

### Izdana dela v španskem jeziku
Seznam zajema le samostojne izdaje, brez mnogih antologij in revij v katerih je Bolaño objavljal svoja dela.

#### Poezija
- 1976 - Reinventar el amor
- 1993 - Fragmentos de la Universidad Desconocida
- 1995 - El último salvaje
- 1995 - Los perros románticos
- 2000 - Tres
- 2007 - La Universidad Desconocida

#### Romani
- 1984 - Consejos de un discípulo de Morison a un fanático de Joyce (skupaj z Antoniom García Porto)
- 1993 - La pista de hielo
- 1994 - La senda de los elefantes
- 1996 - La literatura nazi en América (Nacistična literatura v Amerikah)
- 1996 - Estrella distante (Oddaljena zvezda)
- 1998 - Los detectives salvajes (Divji detektivi)
- 1999 - Amuleto
- 2000 - Nocturno de Chile (Noč v Čilu)
- 2002 - Amberes
- 2004 - 2666 (2666)

#### Zbirke kratkih zgodb
- 1997 - Llamadas telefónicas (Telefonski klici)
- 2001 - Putas asesinas
- 2003 - El gaucho insufrible
- 2007 - El secreto del mal